# San Gervasio Bresciano
San Gervasio Bresciano là một đô thị trong tỉnh tỉnh Brescia thuộc vùng Lombardia, Ý. Đô thị này có diện tích 10 km², dân số 1476 người. Các đô thị giáp ranh gồm: Alfianello, Bassano Bresciano, Cigole, Manerbio, Milzano, Pontevico